# Plaatmetaal
Plaatmetaal is metaal in plaatvorm, dat wil zeggen dat de breedte en de lengte vele malen groter zijn dan de dikte. Het is gemaakt door een gegoten blok metaal te walsen. Blik is dun gewalst plaatstaal. 
De techniek is ontwikkeld in de jaren '20 in de Verenigde Staten, sinds 1900 de grootste staalfabrikant ter wereld. Plaatstaal vond toepassing in tal van nieuwe producten, zoals koelkasten en wasmachines. Ook maakte het de stroomlijning mogelijk van de carrosserieën van auto's en de conservering van voedsel in blik.
Er bestaat zowel warmgewalst als koudgewalst plaatmetaal. Koudgewalst plaatmetaal heeft in de walsrichting andere eigenschappen dan loodrecht erop, omdat het koudwalsen een versteviging in de walsrichting veroorzaakt. 
Grote hoeveelheden plaatmetaal worden geleverd in rollen, Engels: coils. Kleinere hoeveelheden worden geleverd in losse platen, die van rollen zijn gesneden. Een typische handelslengte is 6 m lang en 2 m breed, omdat dit goed met een oplegger over de weg te vervoeren valt. Andere breedtes en lengtes zijn ook verkrijgbaar. Om die rollen plaatmetaal te snijden, wordt slitting gebruikt, een mechanisch knipproces met cirkelvormige messen.